# Farnésyl-pyrophosphate
Pour les articles homonymes, voir FPP.
Le farnésyl-pyrophosphate (FPP), ou farnésyl-diphosphate (FDP), est un intermédiaire de la voie métabolique de la HMG-CoA réductase, utilisée par les êtres vivants pour la biosynthèse des terpènes, des terpénoïdes et des stérols.
Il intervient également dans la biosynthèse de la CoQ10, qui fait partie de la chaîne respiratoire, et est un précurseur immédiat du squalène (sous l'action de la squalène synthase), du déshydrodolichol diphosphate (précurseur du dolichol, qui transporte les protéines dans la lumière du réticulum endoplasmique en vue d'une N-glycosylation) et du géranylgéranyl-pyrophosphate (GGPP).